# Caló d'en Pellicer
El Caló d'en Pellicer és una platja de la localitat calvianera de Santa Ponça, també coneguda com a sa Platja Petita, anomenada així per la comparació amb la Platja de Santa Ponça o Platja Gran. És una cala d'arena, d'uns 30 metres de llarg, sovintejada per famílies i residents estrangers de Santa Ponça. L'entrada és profunda, amb un roquissar més o menys pla i està enrevoltada de cases particulars i edificis d'apartaments. Com la majoritat de platges del municipi de Calvià, té servei de dutxa d'aigua dolça i als estius s'hi instal·la un lloc de venda de menjar.